# Aritmomania
L'aritmomania è una forma di disturbo ossessivo compulsivo che consiste nell'«impulso coatto a numerare oggetti, a eseguire calcoli matematici, e simili.»

## Nella cultura di massa
- Secondo alcuni miti, i vampiri soffrirebbero di questa malattia e avrebbero la mania di contare piccoli oggetti come semi o chicchi di riso.[2]
- Il protagonista del film Vero come la finzione (2006) viene visto soffrire di aritmomania quando conta le setole del suo spazzolino.
- Il personaggio dei fumetti Jughead Jones soffre di aritmomania.
- L'aritmomania fa parte dei numerosi disturbi del personaggio Adrian Monk della serie televisiva Detective Monk.
- Il personaggio Tamotsu Fukuda nell'anime ID: Invaded diventa pazzo per la sua Aritmomania tanto da aprirsi un buco con un trapano nella sua testa per cercare di smettere di pensare. Prima di aver il buco, era capace di ricordare qualunque sequenza numerica, anche le date con tanto di ore e minuti. In una scena conta i granelli di sabbia in un deserto. Egli dice che il suo numero preferito è il tre, mentre ha un disprezzo per il numero sette.
- Nel racconto L'incubo di Danny Coughlin contenuto nella raccolta di racconti You Like It Darker - Salto nel buio di Stephen King, l'ispettore Franklin Jalbert soffre di Aritmomania.